# Colicodendron yco
Colicodendron yco är en kaprisväxtart som beskrevs av Carl Friedrich Philipp von Martius. Colicodendron yco ingår i släktet Colicodendron, och familjen kaprisväxter. Inga underarter finns listade i Catalogue of Life.